# Hermesias negrensis
Hermesias negrensis là một loài thực vật có hoa trong họ Đậu. Loài này được (Benth.) Taub. mô tả khoa học đầu tiên năm 1892.